# Stratená
Stratená (Hongaars: Sztracena) is een Slowaakse gemeente in de regio Košice, en maakt deel uit van het district Rožňava.
Stratená telt 133 inwoners.